# Río Ness
El río Ness (en gaélico escocés: Abhainn Nis) es un río de aproximadamente 20 km de longitud, el cual fluye del norte del lago Ness en Escocia (Reino Unido), a través de Loch Dochfour, al noreste de Inverness, con una caída total en altura de aproximadamente 16 metros antes de desembocar en Beauly Firth. El río es el origen del nombre de Inverness cuyo nombre en gaélico escocés: Inbhir Nis: Inbhir Nis, significa "Boca del Ness".

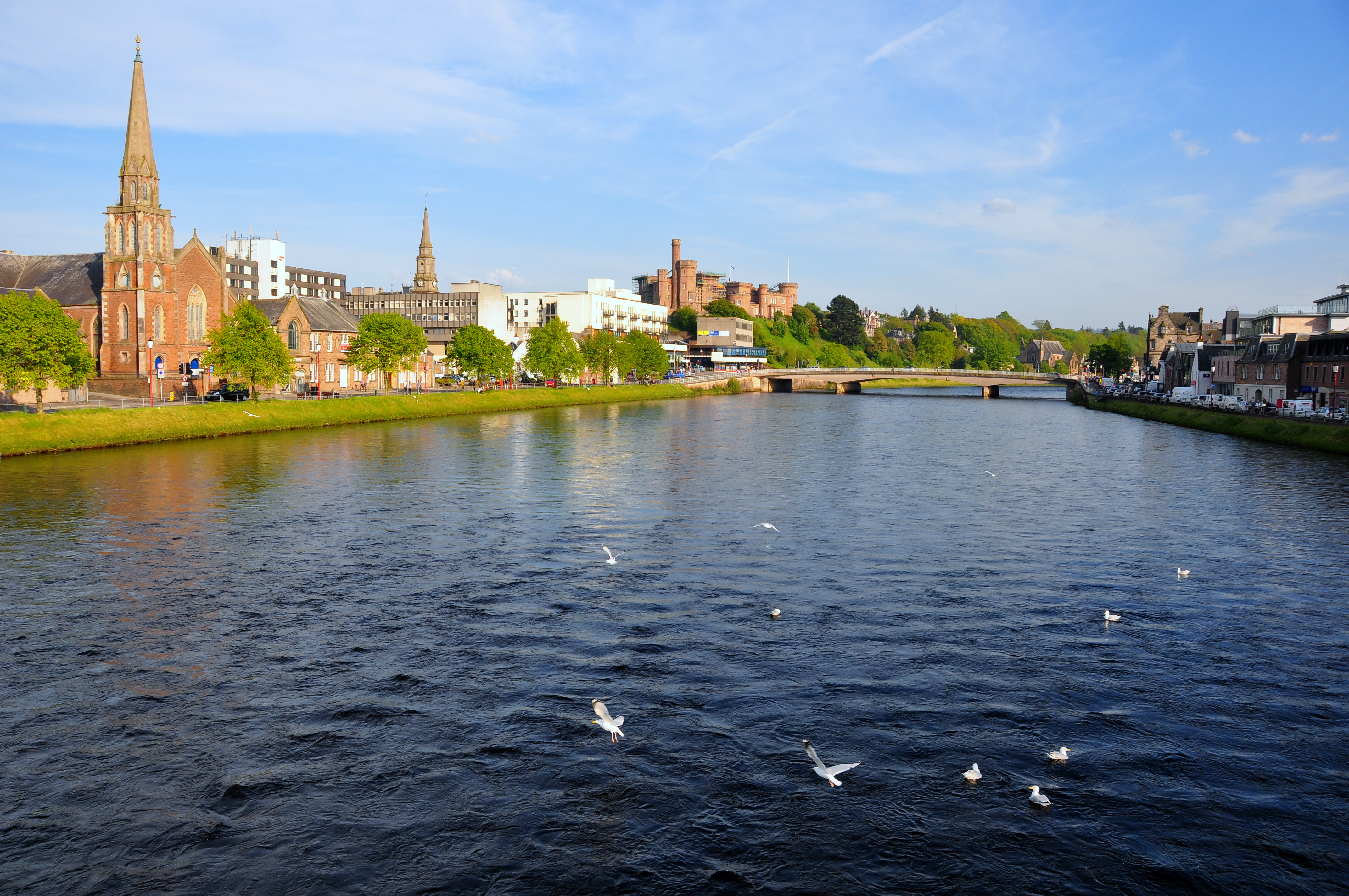
Río Ness mirando río arriba hacia el Castillo de Inverness, Escocia.

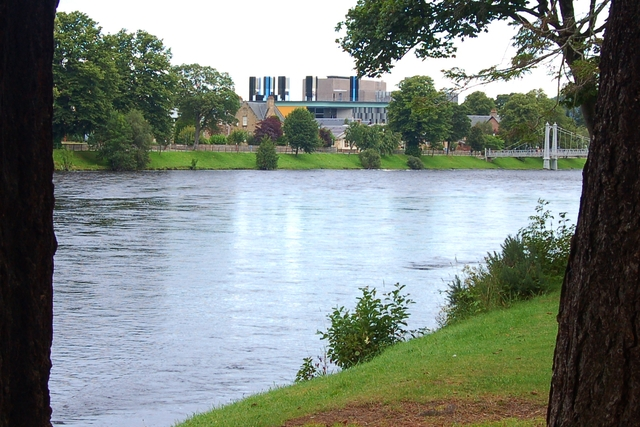
Río Ness y Teatro del Tribunal de Eden.

## Curso
El río Ness tiene un índice de caudal medio de 300 m³/s, uno de los más altos de Reino Unido.

## Naturaleza y Parques
Al norte de Inverness se encuentran las Islas Ness que son populares para paseos de naturaleza debido a los numerosos especímenes de árboles que se pueden encontrar. El río a través de la ciudad de Inverness ha sido históricamente utilizado para la pesca de salmones. En ciertas épocas del año charranes árticos pueden ser vistos a lo largo de las orillas del río y raramente el búho ha sido visto y la ocasional Águila pescadora ha sido visto pescando en el río Ness. La nutria europea también puede ser observada. Las orillas del río están delimitadas con árboles de lima.

## El Puerto de Inverness
El Puerto de Inverness está situado en la boca del Río Ness donde hay también un recientemente construido marina ofreciendo morada a yates privados y otros barcos.